# Stjuardessa
Stjuardessa (russisk: Стюардесса) er en sovjetisk spillefilm fra 1967 af Vladimir Krasnopolskij og Valerij Uskov.

## Medvirkende
- Alla Demidova som Olga Ivanovna
- Georgij Zjzjonov
- Vladimir Etusj
- Ivan Ryzjov
- Valentina Vladimirova